# The Adventures of Hercules
The Adventures of Hercules (em italiano:  Le avventure dell'incredibile Ercole) é um filme ítalo-americano de 1985, do gênero aventura, dirigido por Lewis Coates e estrelado por Lou Ferrigno. É uma sequencia de Hercules, de 1983, também com Lou Ferrigno.

## Sinopse
Zeus invoca a ajuda de Hércules para recuperar seus 7 raios poderosos, que foram roubados pelos 4 deuses renegados - Hera, Afrodite, Flora e Poseidon - e foram escondidos em poderosos monstros. Os 7 raios, no caso, mantém o equílibrio entre a Terra e a Lua. Hércules é auxiliado por Urania, uma oráculo e outra guerreira (citação necessária). Os 4 deuses ressuscitam Minos a fim de que em frente Hércules, mas o rei se rebela. Hércules terá que usar toda a sua habilidade e força nesta árdua missão.

## Elenco principal
- Lou Ferrigno
- Milly Carlucci
- Sonia Vivian
- Laura Lenzi
- Carlota Green
- Margi Newton